# Irish Recorded Music Association
Irish Recorded Music Association (IRMA) är en branschorganisation som företräder skivindustrin i Republiken Irland. Organisationen är en ideell förening som har till uppgift att kontrollera och hantera musikindustrin på Irland. Till medlemmarna hör bland annat Warner Music Group och Sony Music.